# 落雁乡
落雁乡，是中华人民共和国云南省昭通市盐津县下辖的一个乡镇级行政单位。

## 行政区划
落雁乡下辖以下地区：
及第社区、落雁村、龙塘村、保隆村、共和村和天星村。